# Цинк пиритион
Цинк пиритион (пиритион цинка) — комплексное соединение, содержащее цинк. Бесцветное твёрдое вещество, используется в качестве фунгицида и антибактериального средства. Впервые об этом комплексном соединении, имеющем много наименований, стало известно с 1930 года.

## Структура соединения
Лиганды пиритиона, которые формально являются моноанионами, образуют внутрикомплексное соединение с атомом цинка, в котором Zn2+ связан с атомами кислорода и серы. В кристаллическом состоянии пиритион цинка существует в виде центросимметричных димеров, соединённых связями Zn—O (таким образом, в димере атом цинка связан с двумя атомами серы и тремя атомами кислорода). В растворе димер диссоциирует из-за разрыва одной связи Zn—O.
Пиритион является сопряженным основанием, производным от 2-меркаптопиридин-N-оксида (или пиритиона; CAS-номер 1121-31-9), который в свою очередь является производным от пиридин-N-оксида.

## Использование

### В медицине
Пиритион цинка является самым популярным средством при лечении перхоти и себорейного дерматита. Он также обладает антибактериальными свойствами и эффективен против возбудителей класса стафилококк и стрептококк. В медицине также используют при лечении псориаза, экземы, стригущего лишая, грибков, грибкового заболевания стоп (синдром стоп спортсменов), синдром сухости кожи, атопическом дерматите, опоясывающем лишае и витили́го.
В США пиритион цинка одобрен в качестве безрецептурного наружного средства для лечения перхоти. Этот активный ингредиент входит в состав большинства шампуней от перхоти. Однако в том виде, в котором он используется в промышленности, и в концентрированном виде может принести вред здоровью при контакте или при приёме внутрь.

### В красках
Из-за того, что пиритион цинка малорастворим в воде (8 мг/дм³ при нейтральном pH), его используют при производстве наружных красок, защищающих от плесени и от водорослей. Это вещество — эффективный альгицид (средство для уничтожения водорослей). Данное вещество химически не совместимо с красками, основанными на металлокарбоксилатных отвердителях. В акриловых (латексных) красках, содержащих большое количество железа, нужны вещества, изолирующие его же ионы. Пиритион цинка крайне медленно разлагается под воздействием ультрафиолетовых лучей, что обеспечивает защиту даже под прямыми лучами солнца на несколько лет.

### В быту
Цинк пиритион также используется в качестве антибактериального средства в бытовых губках.

## Механизм действия
Противомикробным эффектом предполагается влияние на разрушение транспортировочной способности мембраны путём блокирования протонного насоса, который подаёт энергию на транспортный механизм. Новые исследования предполагают, что механизм действия пиритиона цинка возникает в результате дефицита железа подложки (substrate). Также эксперименты предполагают, что грибы способны дезактивировать пиритион в низких концентрациях.

## Влияние на здоровье человека
Последние исследования показали, что пиритион цинка вызывает мощную ответную реакцию теплового шока, что может вызвать повреждение ДНК и поли(АДФ-рибоза)-полимераза-зависимых энергетического кризиса в культуре человеческих кератиноцитов и меланоцитов, в таких низких концентрациях, как наномоль.